# Bursjöberget
Bursjöberget är ett naturreservat omfattar sydöstra delen av berget med samma namn i Ovanåkers kommun i Gävleborgs län.
Området är naturskyddat sedan 2006 och är 93 hektar stort. Reservatet består av barrblandskog med gammal gles tallskog i branterna.